# Hidroarheološko nalazište kod Sućurja
Hidroarheološko nalazište s ostatcima antičkog brodoloma nalazi se kod Sućurja na Hvaru. Ovo veliko nalazište amfora je u svom opisu puta po Dalmaciji zabilježio i Alberto Fortis

## Opis dobra
Među nalazima su dva tipa amfora od kojih se drugi javlja u dvije varijante. Većina amfora je Lamboglia forma 4 (Beneit Republicaine I) te drugi tip s kraćim vratom i ručicama i debljim šiljastim dnom. Drugi tip spada u prvu varijantu forme dva po Lambogli i jedinstven je primjerak na Jadranu. Amfore datiraju nalazište u uvali Perna na početak 1. st. pr. Kr.

## Zaštita
Pod oznakom Z-5156 zavedeno je kao nepokretno kulturno dobro - arheologija, pravna statusa zaštićena kulturnog dobra, klasificirano kao "podvodna arheološka zona/nalazište".